# ブルーノ・フランク
ブルーノ・フランク（Bruno Frank, 1887年6月13日 - 1945年6月20日）は、ドイツの作家（散文、詩人、戯曲、ヒューマニスト）。ユダヤ系。
シュトゥットガルトに生まれる。
歴史小説をトーマス・マン風のスタイルで書いた。また、抒情詩にも優れた作品が多い。
ナチスを逃れてアメリカに亡命し、ビヴァリー・ヒルズで死去した。

## 作品
- "Die Fürstin" （1915年） - 歴史小説
- "The Days of the King" (1924年) - 小説
- "Trenck" （1924年） - 小説
- "Twelve Thousand" （1927年） - 戯曲
- "Storm Over Patsy" （1930年） - 喜劇
- "A Man Called Cervantes" （1934年） - 歴史小説
- "Aus vielen Jahren" （1937年） - 歴史小説
- "Die Tochter" （1943年） - 歴史小説
- "Der Reisepass" （1937年） - 国家社会主義への反駁を描いたもの